# 出張マッサージ
出張マッサージとは、依頼者の自宅や宿泊先にセラピストを派遣し、リラクゼーションマッサージを始めとする様々な手法で施術を行う業務形態の一つである。

## 概要
依頼に応じ、自宅や宿泊先に派遣されたセラピストによって各種行為を行う。
施術内容は多岐に渡り、英国式マッサージ、タイ古式マッサージ、アロマオイルマッサージ、リフレクソロジー、整体（カイロプラクティック）、あん摩マッサージ、エステティックマッサージなどがある。
性的なサービスは一切行わない。依頼者がこれをセラピストに対して強要した場合、罰則金の請求や警察機関への通報を行うこともある。
また風俗業の出張サービスと違い、派遣先にラブホテルは選択できず、自宅、シティホテル、ビジネスホテルへの派遣となる。ただし、ホテルと派遣元の業者が業務委託契約を締結している場合がある。業務提携のない出張マッサージ業者の入館が厳しく監視され、赴くことが出来ないホテルもある。
ソファなどの施術するスペースがあれば、企業やオフィスへの派遣を可能としている店舗も存在し、要請によってはイベント会場などへも赴く。
店舗型のリラクゼーションサロンと違って空き状況によっては予約時間を指定でき、待合室での待ち時間などがない。

また自室や宿泊先にセラピストが赴くため、施術後に移動する手間もかからない。
会話などを他人に聞かれる心配もなく、気軽に相談できる。といったメリットがある。
オイルマッサージなどを行った場合は施術後に入浴して流す場合もあるが、基本的には塗布しているオイルが保湿になるので入浴しなくても良く、施術後にそのまま就寝できるという利点もある。
特に女性の場合、すっぴんの状態でリラクゼーションサロンまで向かう事を嫌って化粧をしてサロンへ赴いたにもかかわらず、施術後にシャワーを浴びてもう一度化粧をするという手間が省ける。
また、店舗で施術を受けてから自宅や家に帰るなどの煩わしさもない。
営業時間が遅い店舗が多いのも特徴で、夕方から深夜、朝方まで営業している店舗もある。

## 流れ
一般的な流れは、電話やウェブサイトからの予約によって依頼が行われる。
依頼者は自宅や宿泊先から各店舗に派遣を要請し、予約時間や施術時間、その他コースを選択する。
希望するセラピストを指名することも可能な店舗もあるが、大抵の場合は指名料がかかる。
各項において双方間で了承が得られた場合、成約となる。セラピストは所定の場所まで赴いて、料金の受領の後に施術を行う。
店舗によって詳細は異なり、施術部位やコースを来訪後にカウンセリングしてからコースを選択する場合もある。

### 準備するもの
基本的にセラピストが全て用意しているので何も要らない。ただし施術するためのスペースとしてベッドや布団などが必要であり、最低限行動範囲は確保されている事が前提である。
オイルマッサージを行う場合も、シーツやタオルを貸し出してくれる場合がほとんどで、自室やホテルのベッドが汚れることはない。
また店舗によっては施術前にシャワーを浴びていることが推奨されているところもある。

### 出張費
出張マッサージにおいてコース料金とは別に負担する料金として、出張費がある。店舗によっても違ってくるが、予め設けられた出張エリア内とエリア外で料金が違う。
近場であれば出張費が無料の店舗も少なくはない。また予約状況や予約コースによっては、多少離れた場所でも出張費さえ払えば赴いてくれる場合もある。
またコースの中に初めから出張費が含まれている場合もあり、料金形態は店舗によって様々。

## ボディトリートメント
医療とは区別される癒しを目的としたリラクゼーションの一つ。
手技により交感神経の興奮が抑えられ、副交感神経の働きが優位になっている状態にすることで、心身のストレスを緩和させる。
緊張が解かれている状態になり、疲れを解消したり心身をリラックスさせて、安らぎをもたらしてスムーズに就寝へと導いてくれるのが特徴。
呼称は、他人が医療行為として行う場合は医師免許が、マッサージとして行う場合はあん摩マッサージ指圧師資格が必要であるが、
これら国家資格の範囲外（すなわち診断・治療行為に当たらないもの）として、一般にトリートメント等と呼ぶ。

## 風俗店との違い
風俗サービスを行うデリバリーヘルスや回春マッサージなどの出張サービスを行う店舗も、出張マッサージを謳った広告を出していることがある。
風俗店の出張サービスの場合はラブホテルへの出張も可能であり、基本的にはデリバリーヘルスと同じ。
便宜上マッサージも行われるが、リラクゼーションの観点で見た場合にまったくの別物で、これは出張マッサージを行うセラピストは数ヶ月の研修があり、前職にエステティシャンやセラピストの経験者、有資格者が多い中、風俗サービスをメインとしているためにリラクゼーションの研修は数時間しか行わないためである。

## 印象
現在では一般的なイメージは風俗サービスを行うと思われているが、
近年全国的に東京を始めとした都市部(北海道、仙台、神奈川、大阪、名古屋、京都、神戸、広島、福岡等)ではリラクゼーションの出張マッサージを行う店舗が増えてきている。
これは自宅などにセラピストを呼ぶのが抵抗があるものの、わざわざホテルへ宿泊するのが面倒と思っていた人でも、出張で現地のホテルへ宿泊した際に利用できるという点である。
特に営業時間の長さ、遅さから、到着が深夜になった場合や残業後にも利用できる点が注目されており、ビジネスマンを中心に今、人気が出てきているようである。九州では、癒樂グループが代表的な法人企業になる。

## 問題点
一般的な出張サービスは、基本的にホテル側と正式に業務委託契約を交わしていることが少ない。その場合、施術中に起きた事故や事件に対してホテル側は何ら関知せず、自己責任または派遣元が責任を取らなければならない可能性が高い。更にホテル側から何らかの損害賠償が、派遣元に求められるという可能性も否定できない。
「健全店」を謳いながら男性の性的興奮を煽るような表現のホームページが増加している。その為、5ちゃんねる（2ちゃんねる）、SNSなどで「期待と違った」「紛らわしい」などの書き込みも見受けられる。